# Freddy Romano
Freddy Romano (* 25. Juli 1966 in Bern) ist ein ehemaliger italienischer Freestyle-Skier. Er war auf die Disziplin Aerials (Springen) spezialisiert.

## Werdegang
Romano, der für den G.S. Fiamme Oro aus Rom startete, trat im Dezember 1991 in Tignes erstmals im Freestyle-Skiing-Weltcup an, wobei er den 32. Platz errang und nahm bis 1998 an 21 Weltcups teil. Sein bestes Ergebnis dabei erreichte er im Januar 1997 mit dem 13. Platz in Blackcomb. Bei den Olympischen Winterspielen 1994 in Lillehammer belegte er den 23. Platz und bei den Weltmeisterschaften 1997 im Iizuna Kōgen Sukī-jō den neunten Rang. Letztmals international startete er bei den Olympischen Winterspielen 1998 in Nagano, wobei er den 14. Platz errang.

## Erfolge

### Olympische Spiele
- 1994 Lillehammer: 23. Platz Aerials
- 1998 Nagano: 14. Platz Aerials

### Weltmeisterschaften
- 1997 Iizuna Kōgen: 9. Platz Aerials

### Weltcupwertungen
Romano nahm an 21 Weltcups teil.
| Saison  | Gesamt | Gesamt | Aerials | Aerials |
| Saison  | Punkte | Platz  | Punkte  | Platz   |
| ------- | ------ | ------ | ------- | ------- |
| 1995/96 | 6      | 108.   | 52      | 40.     |
| 1996/97 | 12     | 94.    | 100     | 34.     |
| 1997/98 | 8      | 97.    | 48      | 39.     |